# 生物性危害

生物性危害的標誌

生物性危害（英語：Biological hazard），又称为“生物危害”，指的是會對人類及动物有危害的生物或生物性物質。這些物質包括但不限於動物、植物、微生物、病毒及含有病原体的組織切片、体液、固体废弃物和呼出氣等。
具有生物性危害的物質，會以國際通用的「☣」圖樣標示。该符号通常用作警告，提醒可能接触到生物性危害物质的人員采取相应的防护措施。

## 聯合國編號
生物性危害的物質規範於下列的联合国危险货物编号（UN number）
- UN 2814 （可感染人類的感染性物質）
- UN 2900 （可感染動物的感染性物質）
- UN 3291 （醫療廢棄物）

## 生物性危害等級

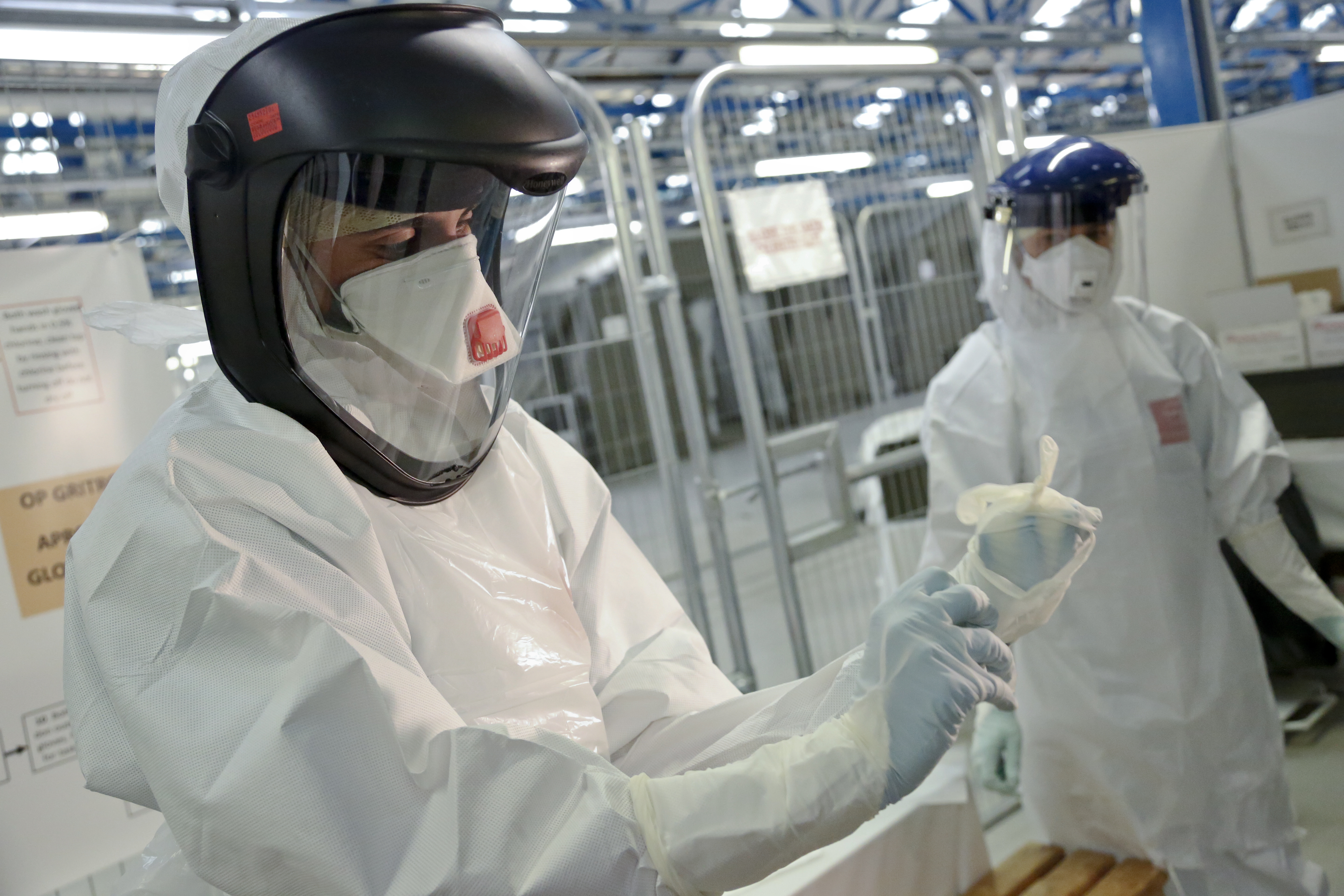
NHS醫務人員在治療埃博拉患者時使用防護設備進行練習。

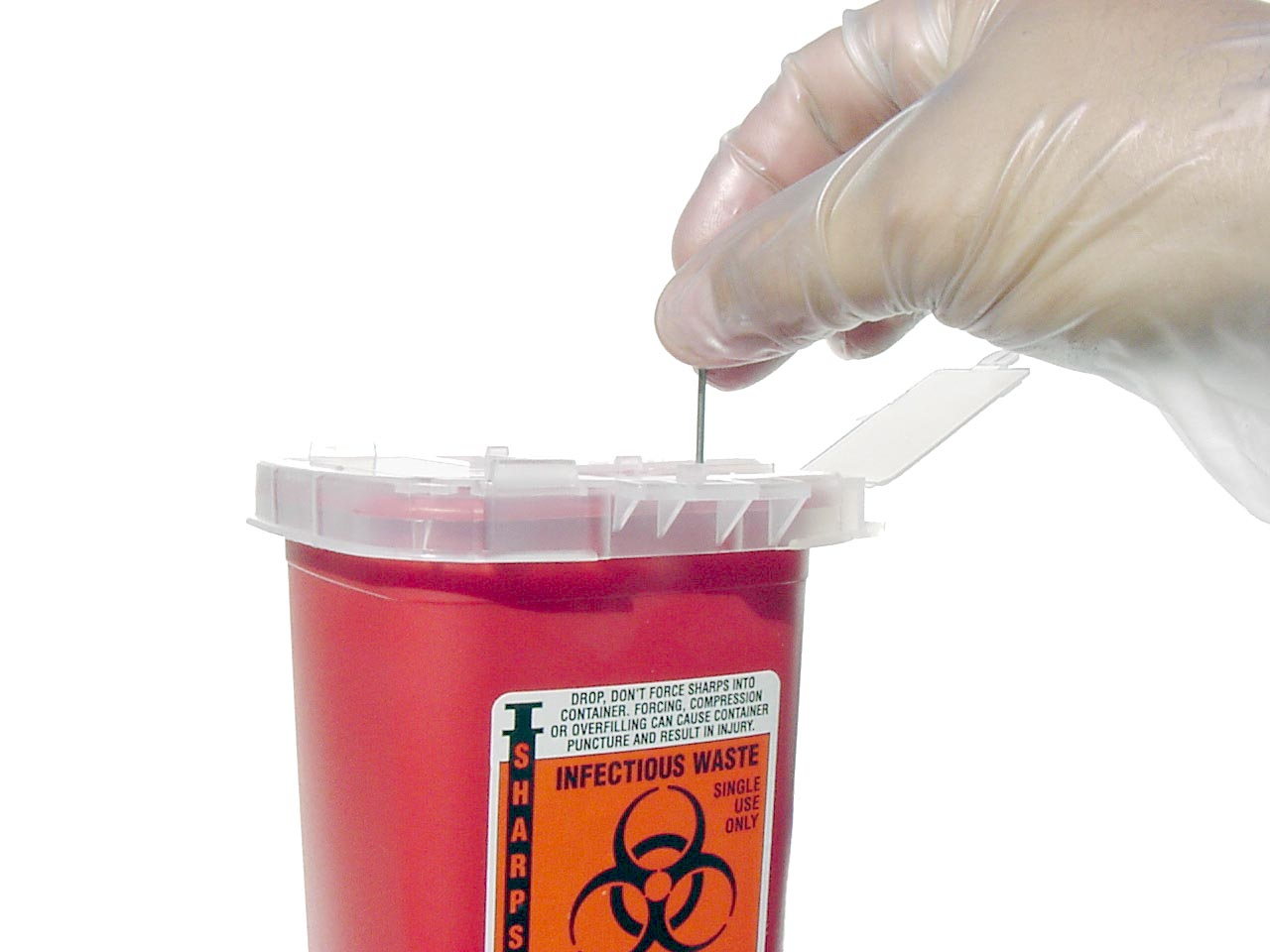
標準程序是即刻將用過的針頭棄置於利器盒中（紅色的垃圾桶與黃色警示帶）。

生物性危害的等級大多以美國的疾病管制中心（CDC）所規範的四等級為主：
- 第一級：

對於人及動物的危害較輕，主要措施为接觸時戴上手套和注意面部防护，接觸後洗手以及清洗接觸過的桌面及器皿等。
列於此等級的有枯草桿菌、大腸桿菌、水痘等。
- 第二級：

對於人及動物的危害為中等，或是传染能力一般。
列於此等級的有B型肝炎、C型肝炎、流行性感冒、萊姆病、沙門氏桿菌等病原體。
- 第三級：

對於人及動物的危害為高度，但是并非不治之症（可治疗）。
列於此等級的有炭疽熱、SARS、HIV、西尼羅河腦炎、結核菌、黃熱病等等之病原體。2019新型冠狀病毒可能也屬於這一級。
- 第四級：

對於人及動物的危害為最高，尚未有發現任何有效疫苗或其他治療方法。
被證實列於此等級的有伊波拉病毒、漢他病毒、拉薩熱等出血熱疾病的病毒。
要處理這個等級的生物性危害物質，需要有間合乎第四級標準的實驗室（BSL4或P4）來進行，這類實驗室要有極嚴格的門禁管制，且必定為負壓隔離，以避免破損時外漏。工作人員與待處理物品必需要做到隔離（如將物品放在負壓的手套箱內或是工作人員穿著完整且獨立供氣的隔離衣）。
另外日本細菌協會訂定了三等級的實驗室及規範：
- 針對屬於第一級的病原體：
  - 一般微生物學實驗室用，无需特別隔離。
  - 不管制一般訪客的進出。
- 針對屬於第二級的病原體：
  - 一般的病原性微生物實驗室使用。
  - 運作時限制一般訪客進出。
- 針對屬於第三級或以上的病原體：
  - 使用雙重門且空調系統與外界隔離。
  - 牆壁、天井、工作檯等表面需洗淨且消毒。
  - 實驗室的空氣需以高性能的過濾設備（如HEPA）及紫外線殺菌後才可排出。
  - 需要使用負壓隔離的實驗室。
  - 嚴格限制列冊的工作人員才可依標準程序進出。

## 脚注
1. ↑  此標誌亦收錄於Unicode，在U+2623。

## 外部連結
- "Biosafety in Microbiological and Biomedical Laboratories(BMBL)5th Edition" （页面存档备份，存于）, official CDC guide.
- "Symbol Making"，“生物性危害”标志的诞生过程
- 中華民國衛生署疾病管制局 （页面存档备份，存于）

扩展阅读
- 何纳（2006），《生物因素危害与控制》，化学工业出版社 ISBN 9787502582203